# Fountain Lake
Fountain Lake – miasto w Stanach Zjednoczonych, w stanie Arkansas, w hrabstwie Garland.